# Venets (huyện)
Venets là một huyện thuộc tỉnh Shumen, Bungaria. Dân số thời điểm năm 2001 là 8042 người.